# New Yiddish Library
Die New Yiddish Library (Neue Jiddische Bibliothek) ist eine seit 2002 bei der Yale University Press erscheinende Buchreihe mit englischen Übersetzungen jiddischer Werke. Es handelt sich um ein Gemeinschaftsprojekt des Fund for the Translation of Jewish Literature  (Fonds für die Übersetzung jüdischer Literatur) und des Yiddish Book Center. Zusätzliche Unterstützung kommt von der Kaplen Foundation und dem Felix-Posen-Fonds für die Übersetzung moderner jiddischer Literatur (Felix Posen Fund for the Translation of Modern Yiddish Literature). Die Reihe enthält fiktive Werke, Memoiren, Dramen und journalistische Schriften. Die Bücher sind sowohl in gedruckter Form als auch als E-Book erhältlich. Chefredakteur der New Yiddish Library ist seit 1998 David G. Roskies vom Jewish Theological Seminary und der Hebrew University.
Editorial Director der Yale University Press war seit 1997 Jonathan Brent.

## Übersicht
Die folgende Übersicht erhebt keinen Anspruch auf Aktualität oder Vollständigkeit:
- In Those Nightmarish Days[4], von Peretz Opoczynski und Josef Zelkowicz. Übersetzt und herausgegeben von David Suchoff, mit einer Einführung von Sam Kassow.
- The Zelmenyaners, von Moyshe Kulbak. Übersetzt von Hillel Halkin.
- The Glatstein Chronicles, von Jacob Glatstein. Übersetzt von Maier Deshell und herausgegeben von Ruth R. Wisse.
- The Letters of Menakhem-Mendl and Sheyne-Sheyndl und Motl the Cantor’s Son, von Sholem Aleichem. Übersetzt von Hillel Halkin.
- The I. L. Peretz Reader, herausgegeben von Ruth R. Wisse.
- The World According to Itzik, von Itzik Manger. Übersetzt und herausgegeben von Leonard Wolf.
- The Dybbuk and Other Writings, von S. An-ski. Herausgegeben von David G. Roskies (enthält auch eine Auswahl des Kriegstagebuch aus dem Ersten Weltkrieg von An-ski: The Destruction of Galicia)
- “The Cross” and Other Jewish Stories, von Lamed Shapiro. Herausgegeben von Leah Garrett.
- Everyday Jews: Scenes From a Vanished Life, von Yehoshue Perle. Übersetzt von Maier Deshell.
- The End of Everything, von David Bergelson. Übersetzt von Joseph Sherman.